# Егоровка (Рязанская область)
Егоровка — деревня в Старожиловском районе Рязанской области. Входит в Ленинское сельское поселение

## География
Находится в западной части Рязанской области на расстоянии приблизительно 11 км на юг по прямой от районного центра поселка Старожилово.

## История
На карте 1850 года деревня была уже обозначена как поселение с 14 дворами, в 1859 году учтено было 11 дворов.

## Население
Численность населения: 115 человек (1859), 11 в 2002 году (русские 91 %), 7 в 2010.